# Távolság
A távolság két pont közé eső szakasz hossza. Pont és egyenes távolsága a ponttól az egyenesre bocsátott merőleges hossza. Pont és sík távolsága a ponttól a síkra bocsátott merőleges szakasz hossza. Két párhuzamos egyenes távolsága az egyik egyenes egy pontjának távolsága a másik egyenestől. Két párhuzamos sík távolsága az egyik sík egy pontjának távolsága a másik síktól.
A fizikában, vagy a mindennapi életben a távolságot többnyire különböző hosszúságegységekben adják meg. SI-egysége a méter. A matematika ezt a fogalmat általánosítja, különböző mértékeket, metrikákat vezetve be.
A távolság egy nem negatív skalármennyiség, aminek nincs iránya, míg az elmozdulásra, mint vektormennyiségre jellemző annak iránya. Egy görbe úton megtett út hossza lényegesen nagyobb lehet a légvonalbeli távolságnál. Egy körút például hosszú lehet, de ilyenkor a kezdő-és végpont légvonalbeli távolsága nulla, mert e két pont egybeesik.

## Geometria
Az abszolút geometriában két pont, x1 és x2 távolsága:
{\displaystyle d={\sqrt {(\Delta x)^{2}}}={\sqrt {(x_{2}-x_{1})^{2}}}.\,}
A koordinátageometriában az xy sík két pontja, (x1, y1) és (x2, y2) közötti távolság:
{\displaystyle d={\sqrt {(\Delta x)^{2}+(\Delta y)^{2}}}={\sqrt {(x_{2}-x_{1})^{2}+(y_{2}-y_{1})^{2}}}.\,}
Hasonlóan, a háromdimenziós térben a pontok távolsága:
{\displaystyle d={\sqrt {(\Delta x)^{2}+(\Delta y)^{2}+(\Delta z)^{2}}}={\sqrt {(x_{2}-x_{1})^{2}+(y_{2}-y_{1})^{2}+(z_{2}-z_{1})^{2}}}.}
Ahol a két pont koordinátái (x1, y1, z1) és (x2, y2, z2).
A síkbeli képlet megkapható úgy, hogy tekintjük az egyik olyan derékszögű háromszöget, aminek átfogója az (x1, y1) és (x2, y2) közötti szakasz. Erre a háromszögre alkalmazva a Pitagorasz-tételt megkapjuk a képletet. A Pitagorasz-tétel többszöri alkalmazásával a magasabb dimenziós képletek is megkaphatók. Meg kell jegyeznünk, hogy ezek a képletek csak az euklideszi geometriában érvényesek, mert a nem euklideszi geometriákban nem teljesül a Pitagorasz-tétel.
A távolságképletek általánosítása az ívhossz kiszámítására szolgáló képlet.

## Az euklideszi térben
A matematikában (elsősorban a numerikus analízisben és a diszkrét matematikában, de az euklideszi geometriában csak nagyon ritkán) néha más távolságokat is használnak (Hölder-metrikák), amik az euklideszi normától eltérő normán alapulnak.
Az (x1, x2, ...,xn) és az (y1, y2, ...,yn) pontok p paraméterű Hölder-távolsága:
| 1-normán alapuló távolság (Manhattan-metrika, Minkowski-metrika) | {\displaystyle =\sum _{i=1}^{n}\left\|x_{i}-y_{i}\right\|}                                            |
| 2-normán alapuló távolság (euklideszi metrika)                   | {\displaystyle =\left(\sum _{i=1}^{n}\left\|x_{i}-y_{i}\right\|^{2}\right)^{1/2}}                     |
| p-norma távolság                                                 | {\displaystyle =\left(\sum _{i=1}^{n}\left\|x_{i}-y_{i}\right\|^{p}\right)^{1/p}}                     |
| végtelen normán alapuló távolság (Csebisev-metrika)              | {\displaystyle =\lim _{p\to \infty }\left(\sum _{i=1}^{n}\left\|x_{i}-y_{i}\right\|^{p}\right)^{1/p}} |
|                                                                  | {\displaystyle =\max \left(\|x_{1}-y_{1}\|,\|x_{2}-y_{2}\|,\ldots ,\|x_{n}-y_{n}\|\right)}            |

ahol p egy egynél nem kisebb valós szám. Ugyanis, ha p kisebb lenne, mint egy, akkor nem teljesülhetne a háromszög-egyenlőtlenség.
Speciálisan, a 2-norma megegyezik a szokott értelemben vett, vonalzóval vagy fénysugárral mérhető távolsággal. Az 1-norma egy olyan út hosszát méri, ami egymásra merőleges szakaszokból összerakva vezet az egyik pontból a másikba, mintha csak egy úthálózaton haladhatnánk. Manhattan-távolságnak is nevezik. A végtelen normából kapott távolságot Csebisev-távolságnak is nevezik. A sakktáblán minimum ennyi lépéssel lehet átvinni a királyt az egyik mezőről a másikra. Ezekkel a távolságokkal leginkább különböző függvényterekben mérnek; leggyakrabban az euklideszi, a Manhattan- és a Csebisev-távolságok kerülnek szóba, a többi csak nagyon speciális esetben fordul elő.

## Euklideszi norma
Az euklideszi norma az adott p pont origótól mért távolsága:
{\displaystyle \|\mathbf {p} \|={\sqrt {p_{1}^{2}+p_{2}^{2}+\cdots +p_{n}^{2}}}={\sqrt {\mathbf {p} \cdot \mathbf {p} }}}
ahol az utolsó szorzás skalárszorzás. Ez egyben az origóból a p-be mutató vektor hossza.

## Variációszámítás
A tér két pontja ({\displaystyle A={\vec {r}}(0)} és {\displaystyle B={\vec {r}}(T)}) közötti távolság variációs formulája:
{\displaystyle D=\int _{0}^{T}dt{\sqrt {\left({\partial {\vec {r}}(t) \over \partial t}\right)^{2}}}}
ahol a távolság a formula minimumával egyenlő. A képletben {\displaystyle {\vec {r}}(t)} jelöli a két pont közötti utat. A D integrál ennek a hossza. A képlet akkor veszi fel minimumát, ha {\displaystyle r=r^{*}}, ahol {\displaystyle r^{*}} az optimális trajektória, az euklideszi geometriában egy egyenes szakasz. Görbült terekben, ahol a tér természetét {\displaystyle g_{ab}} jelöli, az integrandus {\displaystyle {\sqrt {g^{ac}{\dot {r}}_{c}g_{ab}{\dot {r}}^{b}}}} lesz.

## Algebrai távolság
A számítógépi geometriában gyakran egy másik távolságfogalmat használnak: az algebrai távolságot, amit a legkisebb négyzetek módszerével minimalizálnak. Az {\displaystyle x^{T}Cx=0} alakú egyenlettel adott görbék és felületek, például a kúpszeletek esetén az algebrai távolság egyszerűen {\displaystyle x'^{T}Cx'}.
Kiindulási alapként szolgál az euklideszi távolság számára a görbékre vonatkozó becslések finomításához. Ez megtehető például a nemlineáris legkisebb négyzetek módszerével.

## Absztrakt távolság
A matematikában, különösen a geometriában egy d: H×H → R függvény a H halmazon értelmezett távolságfüggvény, ha:
- d(x,y) ≥ 0, és d(x,y) = 0 akkor és csak akkor, ha x = y. Két pont távolsága nem negatív, és nulla akkor és csak akkor, ha a két pont egybeesik.
- Szimmetrikus: d(x,y) = d(y,x). Az x és az y pont távolsága mindkét irányban ugyanaz.
- Teljesül a háromszög-egyenlőtlenség: d(x,z) ≤ d(x,y) + d(y,z). Két pont között az egyenes szakasz a legrövidebb út.

Az ilyen d függvényeket metrikának nevezik. A metrikák topológiát határoznak meg. Például a számok közötti szokásos d(x,y) = |x − y| metrika a számegyenes szokásos topológiáját adja, amiben a nyílt halmazok a szokásos nyíltak. Az absztrakt távolságra tett kikötések szerint ez is metrika: d(x,y) = 0 ha x = y, és 1 egyébként. Ez a szokásos topológiától különböző topológiát ad, amiben pontosan a véges halmazok nyíltak.
Egy alaphalmaz metrikus tér a rajta értelmezett metrikával.

## Gráfelmélet
A gráfelméletben két csúcs távolsága az őket összekötő legrövidebb út hossza.

## Halmazok közötti távolság

Nem teljesül a háromszög-egyenlőtlenség: d(A,B)>d(A,C)+d(C,B)

Többféleképpen is lehet kiterjedt halmaz között távolságot definiálni. A legtöbbször a következő definíciók valamelyikét használják:
- Két nem üres halmaz távolsága a pontjaik közötti távolságok infimuma, vagyis legnagyobb alsó korlátja. Megfelel a távolság szokásos értelmezésének. Szimmetrikus premetrika, de többnyire nem teljesíti a háromszög-egyenlőtlenséget, ezért nem pszeudometrika, így csak néhány speciális halmazrendszeren lehet metrika.
- Két halmaz, X és Y dH Hausdorff-távolsága:

{\displaystyle d_{\mathrm {H} }(X,Y)=\max\{\,\sup _{x\in X}\inf _{y\in Y}d(x,y),\,\sup _{y\in Y}\inf _{x\in X}d(x,y)\,\}{\mbox{,}}\!}
ahol sup jelöli a szuprémumot (a legkisebb felső korlátot), és inf az infimumot.
Egy ekvivalens definíció:
{\displaystyle d_{H}(X,Y)\leq \varepsilon \ \Longleftrightarrow \ X\subset Y_{\varepsilon }\ {\mbox{and}}\ Y\subset X_{\varepsilon },}
ahol Xε azoknak a pontoknak a halmaza, amelyek ε-nál közelebb esnek az X halmazhoz a szokott értelemben.
A két halmaz közötti távolsághoz hasonlóan definiálható egy pont és egy halmaz távolsága.

## Egyéb távolságok
A matematika egyes ágai más távolságokat definiálnak és használnak:
- Mahalanobis-távolság a statisztikában
- Hamming-távolság és Lee-távolság a kódelméletben
- Levenshtein-távolság avagy szerkesztési távolság az információelméletben és a számítástudományban
- Csebisev-távolság
- Ciklikus távolság: egy kör kerületén mért távolság. Ha a kör r sugara 1, akkor kerülete 2*π*r. A mérnöki tudományokban gyakran használják az ω=2*π*f összefüggést, ahol f a frekvencia jele.

## Külső hivatkozások
- http://planetmath.org/encyclopedia/HausdorffMetric.html Archiválva 2009. december 12-i dátummal a Wayback Machine-ben
- A Hausdorff-metrika teljes volta és teljes korlátossága (pdf)
- http://cgm.cs.mcgill.ca/~godfried/teaching/cg-projects/98/normand/main.html